# Lockheed C-5 Galaxy
Lockheed C-5 Galaxy là một loại máy bay vận tải quân sự hạng nặng của Hoa Kỳ, do hãng Lockheed thiết kế chế tạo. Nó được không quân Hoa Kỳ sử dụng làm máy bay không vận chiến lược liên lục địa.
C-5 Galaxy hiện là một trong số những loại máy bay vận tải quân sự lớn nhất thế giới, với khả năng mang tổng trọng lượng khí tài lên tới gần 123 tấn. Có chuyến bay đầu tiên vào năm 1968, C-5 Galaxy từ đó đến nay đóng vai trò rất quan trọng đối với việc vận chuyển của quân đội Mỹ. Vận tốc tối đa C-5 Galaxy có thể đạt tới là gần 1.000 km/giờ đồng thời có thể bay liên tục 4.440 km mà không cần tiếp nhiên liệu.
C-5M Super Galaxy là phiên bản nâng cấp của dòng máy bay vận tải quân sự lớn bậc nhất thế giới C-5 Galaxy. Mỗi chiếc C-5M Galaxy có giá gần 170 triệu USD, tức là ngang với khoảng 170 quả tên lửa hành trình Tomahawk. Phiên bản nâng cấp C-5M Super Galaxy sẽ có khoảng 70 thay đổi so với các đời C-5 trước. Đặc biệt, động cơ mới của hãng General Electric sẽ giúp giảm tiếng ồn và tiết kiệm 10% nhiên liệu.

### C-5A

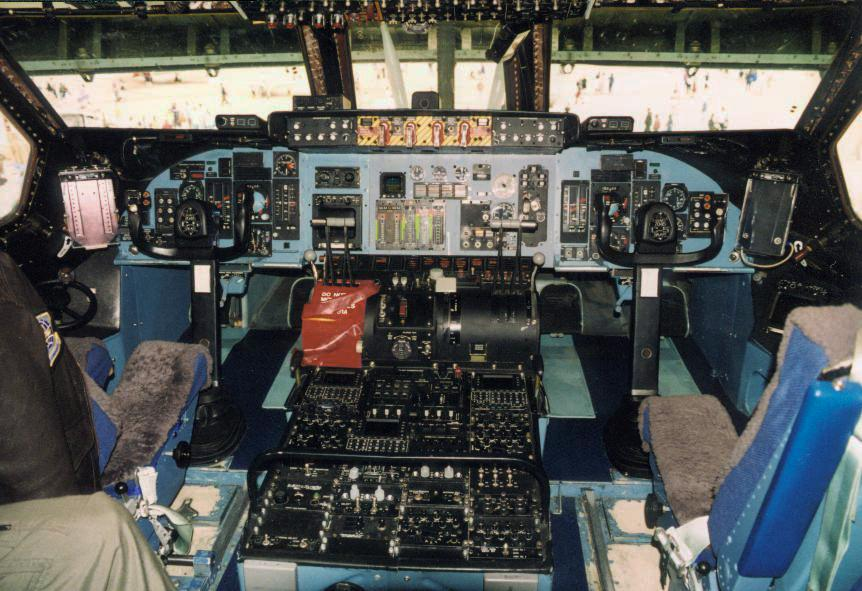
C-5A

### C-5 AMP và C-5M Super Galaxy

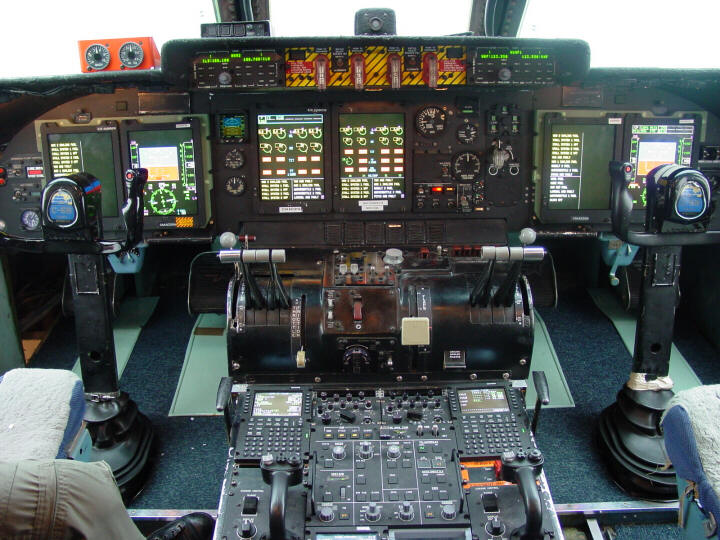
Hệ thống điện tử mới của C-5

## Quốc gia sử dụng

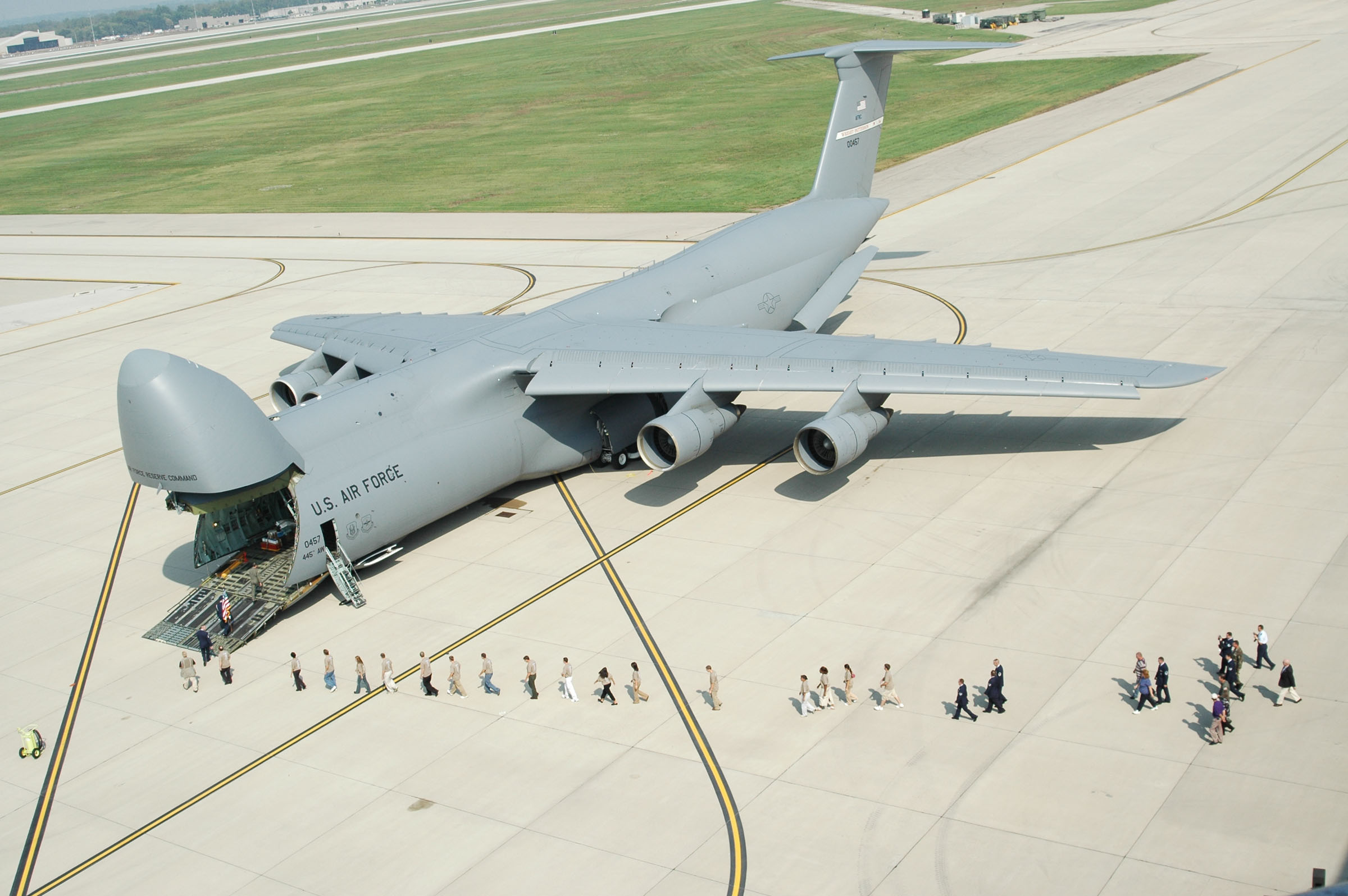
Dòng người xếp hàng lên chiếc C-5A Galaxy đầu tiên thuộc liên đoàn không vận số 445 năm 2005

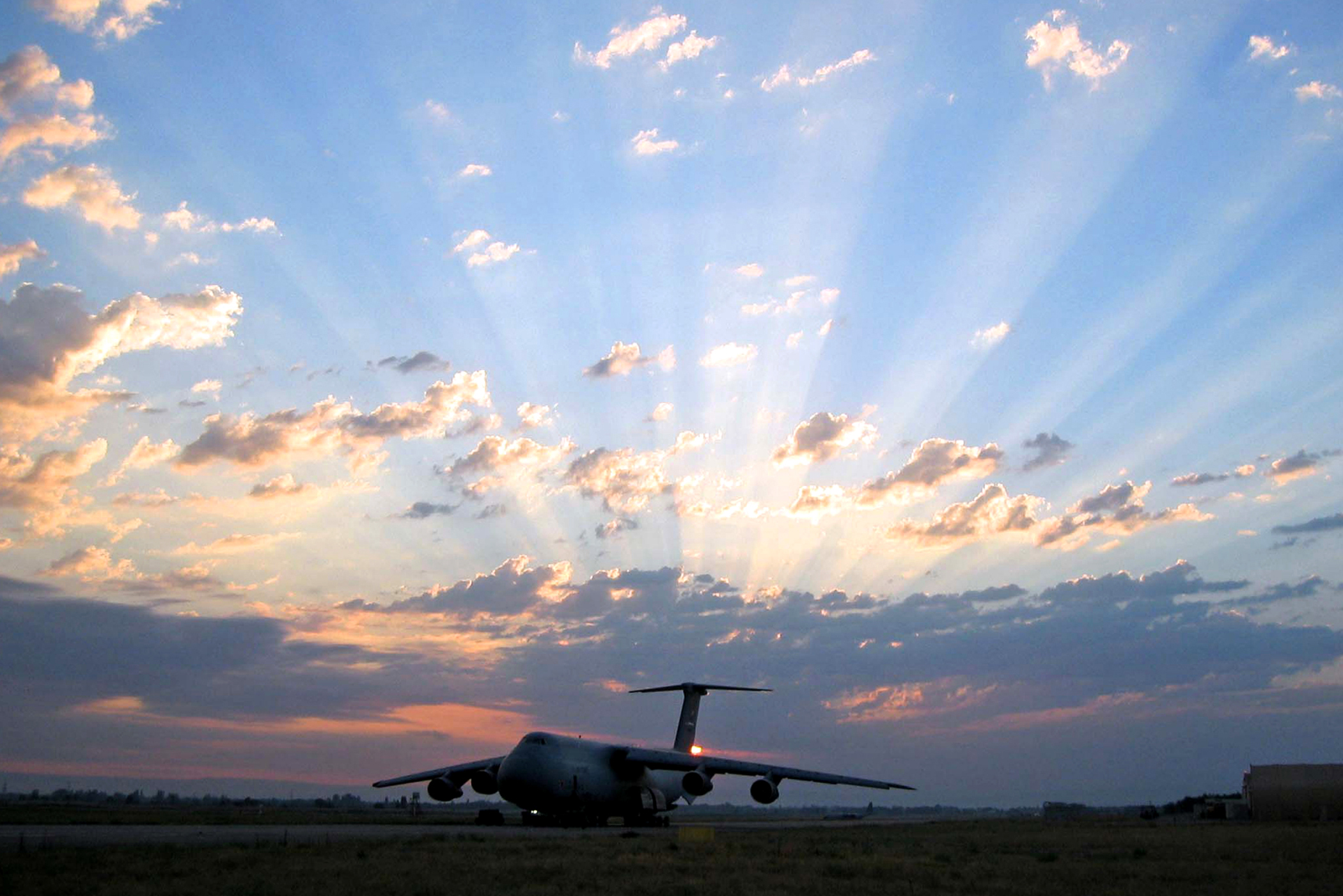
C-5 Galaxy thuộc liên đoàn không vận số 433, Bộ chỉ huy không quân dự bị

C-5 được quân đội và chính phủ sử dụng rất hạn chế. Không quân Hoa Kỳ có 94 chiếc C-5 (hoạt động: 36, dự bị: 37, ANG: 21) trong biên chế tính đến tháng 10 năm 2011.

## Tính năng kỹ chiến thuật (C-5B)
Dữ liệu lấy từ Quest for Performance, International Directory of Military Aircraft, and USAF fact sheet
Đặc điểm tổng quát
- Tổ lái: 7
- Tải trọng: 270.000 lb (122.470 kg)
- Chiều dài: 247 ft 1 in (75,31 m)
- Sải cánh: 222 ft 9 in (67,89 m)
- Chiều cao: 65 ft 1 in (19,84 m)
- Diện tích cánh: 6.200 ft2 (576 m²)
- Trọng lượng rỗng: 380.000 lb (172.370 kg)
- Trọng lượng có tải: 769.000 lb (348.800 kg)
- Trọng lượng cất cánh tối đa: 840.000 lb (381.000 kg)
- Động cơ: 4 × General Electric TF39-GE-1C kiểu turbofan, 43.000 lbf (190 kN) mỗi chiếc

 Hiệu suất bay 
- Vận tốc cực đại: Mach 0.79 (503 kn, 579 mph, 932 km/h)
- Vận tốc hành trình: Mach 0.77 (919 km/h)
- Tầm bay: 2.400 nmi (2.760 mi, 4.440 km) với tải trọng 263.200 lb (119.400 kg)
- Trần bay: 35.700 ft (10.600 m) với tổng trọng lượng 615.000 lb (279.000 kg)
- Vận tốc leo cao: 1.800 ft/phút (9,14 m/s)
- Tải trên cánh: 120 lb/ft2 (610 kg/m²)
- Lực đẩy/trọng lượng: 0,22
- Sức chứa nhiên liệu: 51.150 gal Mỹ (193.600 L)